# 秋山幸太郎
秋山 幸太郎（あきやま こうたろう）は、江戸時代の武士。八王子千人同心。七重地方在住世話役頭取。八王子千人同心子弟を率いて、蝦夷地七重村（現・北海道亀田郡七飯町）に入植した。
八王子千人同心の家に生まれる。安政6年（1859年）に妻、弟・秋山惣七と共に蝦夷地七重村へ入植した。移住時の道中日記を残している。七重地方在住世話役頭取を務め、栗本鋤雲と共に七重薬園(後の静観園)を開設した。
明治元年（1868年）10月24日、箱館戦争時の七重村付近の戦闘にて死亡。墓所は宝淋寺 (北海道亀田郡七飯町)。